# Luther E. Hall
Luther Egbert Hall, född 30 augusti 1869 i Bastrop, Louisiana, död 6 november 1921 i New Orleans, Louisiana, var en amerikansk demokratisk politiker och jurist. Han var Louisianas guvernör 1912–1916.
Hall utexaminerades 1889 från Washington and Lee University, avlade sedan 1892 juristexamen vid Tulane University och inledde därefter sin karriär som advokat i Louisiana. År 1898 blev han invald i Louisianas senat och efter två år som delstatssenator tillträdde han en domarbefattning.
Hall efterträdde 1912 Jared Y. Sanders som guvernör och efterträddes 1916 av Ruffin Pleasant. Frimuraren Hall avled år 1921 i New Orleans och gravsattes på Memorial Park Cemetery i Bastrop.